# 燕琳
燕琳，建昌（今江西修水）人，元朝政治人物。

## 生平
1337年接替申秉礼任松江府知府一职，1340年由杨伯野召接任。